# Shank 2
Shank 2 — двухмерная видеоигра в жанре beat'em up, разработанная студией Klei Entertainment и изданная Electronic Arts. Была анонсирована 27 сентября 2011 и выпущена 7 февраля 2012 для PlayStation 3 и Windows, а 8 февраля для Xbox 360. Является сиквелом к игре Shank.

## Геймплей
Геймплей несколько изменился по сравнению с первой частью. Появилось несколько типов "тяжёлых" врагов, можно заманивать и бросать врагов в ловушки, ставить мины, поджигать коктейлем Молотова. Убран блок, основной защитный приём в бою теперь уклонение (перекат у Шэнка и колесо у Корины).
Всего у игрока есть 4 вида оружия: заточки, одинаковые у Корины и Шэнка, и три ячейки для оружия по выбору. В первой ячейке хранится тяжёлое оружие (пара мачете, бензопила и кувалда у Шэнка, меч и коса у Корины), во второй оружие дальнего боя (метательные ножи, парные пистолеты и дробовик у Шэнка, револьвер и Микро-Узи у Корины), в третьей взрывчатка (3 гранаты, мины или бутылки с коктейлем Молотова у обоих персонажей). Взрывчатку можно подбирать во время исследования уровня, причём после возрождения игроку даётся только одна единица текущей взрывчатки (той, которая была до смерти). Оружие в первой и второй ячейках игрок выбирает перед началом каждой миссии и может поменять в любой момент в меню паузы, взрывчатку можно также выбрать в начале миссии, но поменять посреди боя не получится.
Управление было значительно адаптировано под клавиатуру. По прежнему остались захваты и броски, но вместо блока введён контр-удар, являющийся Quick-Time-Events. Есть возможность подбирать с земли более мощное оружие, от сковороды до гарпуна, которое ломается после нескольких использований. Также можно просто подобрать с земли тяжёлый предмет вроде телевизора и кинуть во врага. Переносной турели не осталось, есть возможность вести огонь из стационарной турели. В некоторых местах встречаются смертельно опасные ловушки, в которые может попасть также и главный герой. Некоторые ловушки герой может использовать себе на пользу, к примеру вовремя опуская контейнер на лебёдке, когда под ним находится враг, или открывая огненную ловушку и бросая туда врага.
В игре появилась возможность собирать т.н. разведданные, проливающие свет на прошлое персонажей и некоторые события сюжета игры.

## Сюжет
Миссия 1. Игра начинается с того, что Шэнк едет в автобусе. Автобус останавливает патруль милиции, они находят Шэнка и ему приходится с ними расправиться. После он исследует уровень, освобождает заложника, получая в качестве благодарности бензопилу, и убивает местного офицера милиции Рейзора. После Шэнка подбирает водитель автобуса Примо и отвозит в город, где расположен сиротский приют.
Миссия 2. Сидящего в баре Шэнка встречает Корина, его боевая подруга детства. Она рассказывает Шэнку про сопротивление. Тем временем в город приезжает Инферно, ищущий убийцу Рейзора. Люди Инферно устраивают в городе беспорядки. Шэнк берёт у бармена пистолеты и вступает в бой. Люди Инферно сжигают дом Елены, а затем похищают её и ещё нескольких людей и увозят их на армейских грузовиках. Шэнк убивает Инферно, и вместе с Примо едет за пленными.
Миссия 3. Через некоторое время Шэнк и Примо попадают в доки, где "Правосудие" собирает заложников, Шэнк отправляется остановить это.  После расправы пулемётом, внезапно появляется вертолёт и уничтожает пулемёт, вертолёт пытается уничтожить Шэнка. Шэнку удаётся убить пилота, он распиливает бензопилой хвост вертолёта и падает в море. Вскоре он выходит на сушу.
Миссия 4. Выйдя на сушу Шенк попадает на остров, где встречает толпу мужчин танцующих с красивыми женщинами. Оказывается, что эти девушки принадлежат к культу, которым заправляет Розель. Шэнк спасает всех заложников и убивает девушек-культистов. Розель сражается с Шэнк, он побеждает её, и её загрызают собственные волки.
Миссия 5. Шэнк пробирается через джунгли и натыкается на племя каннибалов. Шенк находит вожака каннибалов и убивает его .Шенка подбирает Корина и отвозит его на Танкер "Правосудие".
Миссия 6. Корина и Шэнк прибывают к барже милиции "Правосудие", где держат пленных. Корина с боем пробивается к контейнерам с пленными и освобождает узников, но из одного из контейнеров вырывается Циклоп. Корине приходится победить его в бою и повесить на грузовом крюке. После она допрашивает одного из выживших охранников, и узнаёт куда отправили остальных пленников.
Миссия 7. С "Правосудия" Шэнк и Корина попадают на пляжный курорт. Шэнк догадывается ,что здесь что-то не так. Оказывается, что под курортом находится тайная  лаборатория в которой личный доктор Магнуса убивает людей и продаёт их органы на чёрном рынке. Но в этот раз новое сердце нужно самому Магнусу. Поэтому доку нужна Елена. Шэнк убивает Дока и его помощника, и успеввет спасти Елену. Напоследок Елена говорит отомстить Магнусу. Шэнк отправляется на базу Магнуса.

## Оценки
| Сводный рейтинг    | Сводный рейтинг | Сводный рейтинг | Сводный рейтинг |
| Издание            | Оценка          | Оценка          | Оценка          |
| Издание            | PC              | PS3             | Xbox 360        |
| ------------------ | --------------- | --------------- | --------------- |
| GameRankings       | 71,90 %         | 79,30 %         | 78,42 %         |
| Metacritic         | 72/100          | 77/100          | 77/100          |
| Иноязычные издания |                 |                 |                 |
| Издание            | Оценка          | Оценка          | Оценка          |
| Издание            | PC              | PS3             | Xbox 360        |
| Destructoid        | 6,5/10          | N/A             | N/A             |
| GameSpot           | 6/10            | 6/10            | 6/10            |
| GameStar           | 71/100          | N/A             | N/A             |
| IGN                | 8,5/10          | N/A             | N/A             |
| LeveL              | 7/10            | N/A             | N/A             |
| PC Gamer (US)      | 71/100          | N/A             | N/A             |

Игра получила смешанные отзывы.
19 января 2023 года издатель EA отключил сервера для Shank 2, в результате чего многопользовательский онлайн-кооператив игры стал недоступен.